# Robert Blake (actor)
Michael James Vincenzo Gubitosi (Nutley, Nueva Jersey, 18 de septiembre de 1933-Los Ángeles, California, 9 de marzo de 2023), conocido como Robert Blake, fue un actor estadounidense, conocido por protagonizar la serie Baretta y por haber sido acusado, juzgado y absuelto en el juicio por el asesinato de su esposa, Bonnie Lee Bakley.

## Primeros años
Registrado como Michael James Vincenzo Gubitosi, nació en Nutley, Nueva Jersey, hijo de Giacomo Gubitosi (14 de enero de 1906-15 de agosto de 1956) y de Elizabeth Cafone (28 de diciembre de 1910-?). Sus hermanos fueron James Gubitosi (26 de octubre de 1930-30 de enero de 1995) y Giovanna Gubitosi (16 de junio de 1932-28 de febrero de 1985), más conocida como Joan Blake.
Su padre, nacido en Italia, llegó a los Estados Unidos en 1907, y su madre es de ascendencia italiana, nacida en Nueva Jersey. Se casaron en 1929. En 1930, Giacomo trabajó en una fábrica de latas como cortador. Luego de un tiempo, Giacomo y Elizabeth empezaron un acto de canto y baile.
En 1936, sus tres hijos empezarían a actuar, presentados como "The Three Little Hillbillies". La familia se mudó a Los Ángeles, California, en 1938, en donde los niños empezaron a trabajar como extras.
Blake tuvo una infancia triste, en la que fue maltratado por su padre alcohólico. Cuando entró en la escuela pública a los 10 años, sufrió de acoso escolar y tuvo peleas con otros compañeros, lo que provocó su expulsión. Blake declaró que en su infancia fue víctima de abuso sexual y físico por parte de su padre y su madre, y que a menudo le encerraban en un armario y le obligaban a comer directamente del suelo como castigo. Tras ello, se escapó de casa con 14 años, lo que le llevó a pasar más años difíciles. Su padre se suicidó en 1956.

## Carrera como actor

### Actor infantil

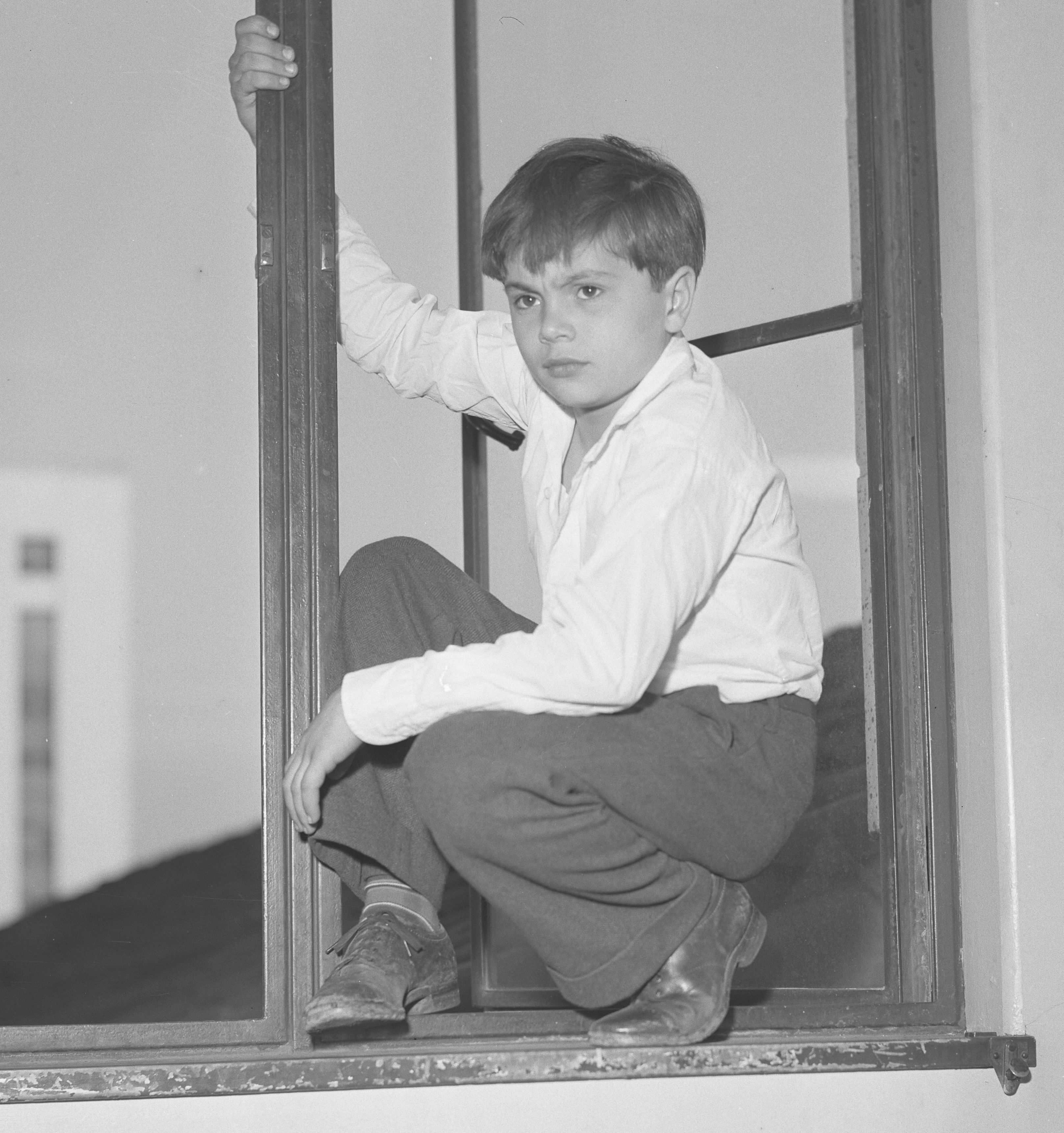
Robert Blake, en 1944.

La carrera como actor de Mickey Gubitosi empezó cuando apareció como Toto en la película de MGM Bridal Suite (1939), protagonizada por Annabella y Robert Young. Mickey apareció, con su verdadero nombre, en los cortometrajes de MGM de La Pandilla, reemplazando a Eugene "Porky" Lee. Actuó en 40 de los cortos entre 1939 y 1944. Paulatinamente fue transformándose en el personaje principal de la serie. Sus hermanos James y Giovanna también aparecieron en la serie como extras.[cita requerida]
Durante sus comienzos en La Pandilla, sus actuaciones resultaban poco convincentes, sobre todo cuando tenía que aparecer llorando. En 1942, Mickey cambió su nombre por el de Bobby Blake, y su personaje en la serie fue renombrado como Mickey Blake. En 1944, MGM dio por terminada la serie La Pandilla, y el corto final de la serie, "Dancing Romeo", se estrenó el 29 de abril de ese año.
En esa serie, Robert Blake fue compañero de otros notables actores que sobrevivieron hasta el presente siglo como Jackie Cooper (1922-2011), Dorothy DeBorba (1925-2010), Dickie Moore (1925-2015), Shirley Jean Rickert (1926-2009), Jean Darling (1922-2015), Jerry Tucker (1925-2016) y Jacqueline Taylor (1925-2014).[cita requerida]
En 1944, Blake actuó como niño indígena, Little Beaver, en la serie de películas wéstern sobre Red Ryder, de Republic Pictures, y apareció en 23 de estas películas hasta 1947. Obtuvo papeles en una de las últimas películas de El gordo y el flaco, The Big Noise, de 1944, de la productora Warner Bros.  Trabajó en Humoresque, de 1946, donde hizo el papel del personaje de John Garfield en su adolescencia, y en El tesoro de Sierra Madre (1948), interpretando al joven mexicano que le vende un boleto ganador de lotería a Humphrey Bogart, y en el proceso recibe un vaso de agua en la cara.[cita requerida]
Según Blake, tuvo una infancia infeliz con una vida familiar miserable, con un padre alcohólico y abusador. Cuando ingresó a la escuela, a la edad de 10 años, no comprendía porqué los otros niños eran hostiles con él. Se vio envuelto en peleas que condujeron a su expulsión. A los 14 años se escapó de su casa. Los siguientes años fueron un período difícil de su vida.[cita requerida]

### Actor adulto

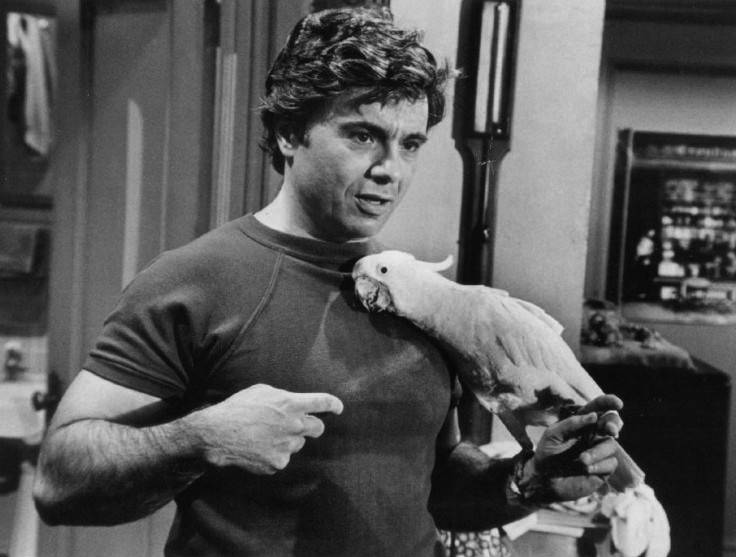
Robert Blake como Baretta, con Fred.

En 1950, se alistó en el Ejército de los Estados Unidos. Cuando regresó al Sur de California, ingresó en la escuela de actuación de Jeff Corey y empezó a cambiar su vida tanto profesional como personal. Maduró y se convirtió en un experimentado actor de Hollywood, interpretando algunos papeles dramáticos en películas y televisión. En 1956 fue presentado por primera vez como Robert Blake.[cita requerida]
Como adulto, Blake actuó en numerosas películas, incluido su rol protagonista en The Purple Gang (1959), una película sobre gánsteres. Apareció en películas como ¡Valiente marino! (1964) y The Greatest Story Ever Told (1965). Dos años más tarde, interpretó su aclamada actuación del asesino Perry Smith en A sangre fría (1967), dirigida por Richard Brooks, quien la adaptó de la novela de no ficción de Truman Capote del mismo nombre.[cita requerida]
En 1969, interpretó a un indígena fugitivo en El valle del fugitivo, y en 1973, a un policía motorizado en La piel en el asfalto (1973).[cita requerida]
Interpretó a un irrelevante piloto de autos de competición en busca de una oportunidad para participar en NASCAR, en el film Corky (1972). Esta película tenía escenas con pilotos auténticos de NASCAR de esa época, como Richard Perry y Cale Yarborough. En el filme, Blake conducía por todo el país en un Plymouth Barracuda acondicionado, para encontrarse con un supuesto contacto en la pista de Talladega. Regresa para dispararle a su antiguo jefe, mientras su vida se desintegra a su alrededor, y su incapacidad para rehabilitarse, por su mujer, deriva en su divorcio, y finalmente en su caída.[cita requerida]
Su interpretación más destacada, que le valió un Emmy, fue la de Tony Baretta en la serie de TV Baretta, entre 1975 y 1978, en la cual representaba a un policía encubierto, que se especializaba en investigar disfrazado.[cita requerida] Las marcas registradas del programa incluían a su mascota, una cacatúa, la frase proverbial Don't do the crime if you can't do the time ("No cometas el crimen si no puedes cumplir la sentencia") y la memorable canción Keep your Eye on the Sparrow, escrita por Dave Grusin y Morgan Ames e interpretada por Sammy Davis, Jr.
En 1973, protagonizó la gran película adelantada a su tiempo Electra Glide in Blue. Como actor, continuó durante las décadas de 1980 y 1990, sobre todo en televisión, en los que se incluyen sus roles de Jimmy Hoffa en la miniserie Blood Feud (1983), y John List en el drama policial Judgment Day: The John List Story (1993), actuación que le valió otro premio Emmy, y en una película para televisión, De ratones y hombres (1981).[cita requerida]
Blake protagonizó otra serie de televisión llamada Hell Town (1985), en la cual interpretó a un sacerdote que trabajaba en un barrio peligroso.[cita requerida]
También obtuvo roles en las películas Asalto al tren del dinero (1995) y Carretera perdida (1997).[cita requerida]

## Vida personal
En 1962 se casó con la actriz Sondra Kerr y se divorció en 1983. Tuvieron dos hijos, el actor Noah Blake (n. 1965) y Delinda Blake (n. 1966).[cita requerida]

### Bonnie Lee Bakley
En 1999, Blake conoció a Bonnie Lee Bakley, una mujer reconocida por explotar a ancianos por dinero, especialmente celebridades. Durante su relación con Blake, Bonnie tuvo un romance con Christian Brando, hijo de Marlon Brando. Bakley quedó embarazada y les dijo tanto a Brando como a Blake que ellos eran el padre. En un principio, Bakley le dio al bebé el nombre "Christian Shannon Brando" y declaró que Brando era el padre del infante. Bakley le escribió a Blake describiendo sus dudosos motivos. Entonces Robert Blake le exigió una prueba de ADN para determinar la paternidad del bebé. El 19 de noviembre del 2000, Blake y Bakley se casaron, luego de que la prueba determinó que Blake era el padre biológico del bebé, que recibió el nombre de Rose. Era el segundo matrimonio de Blake y el undécimo de Bakley.
Aunque estaban casados, el matrimonio no era convencional. Bakley vivía en una pequeña casa de huéspedes detrás de la casa de su esposo en Studio City, en el área del valle de San Fernando (California).[cita requerida]
El 4 de mayo de 2001, Blake llevó a su esposa a cenar al restaurante Vitello, en la Avenida Tujunga de Studio City. Después de cenar, Bakley fue asesinada de un disparo en la cabeza mientras estaba sentada en el auto, el cual estaba estacionado en una calle aledaña a la vuelta del restaurante. Blake le dijo a la policía que él había regresado al restaurante a buscar un arma que había olvidado en la mesa, y que fue en ese momento cuando el asesinato ocurrió. En un interrogatorio posterior, ninguno de los comensales ni los empleados recordaron que Blake hubiera regresado al restaurante.[cita requerida]

#### Arresto y juicio por asesinato
Blake fue arrestado el 18 de abril de 2002 y acusado por el asesinato de su esposa. También fue arrestado quien fue su guardaespaldas durante mucho tiempo, Earle Caldwell, acusado de colusión en el asesinato. El arresto ocurrió un año después del hecho, el 4 de mayo de 2001, en Studio City. La evidencia final que dio a la policía la confianza para arrestar a Blake llegó cuando un actor de doblaje retirado, Ronald "Duffy" Hambleton, accedió a testificar contra Blake. Hambleton declaró que Blake intentó contratarlo para matar a su esposa, Bonnie Lee Bakley. Un asociado de Hambleton, el doble retirado Gary Mclarty, apareció con una historia similar.
Según el autor Miles Corwin, Hambleton accedió a testificar contra Blake únicamente después de que se sintiera coaccionado por el Gran Jurado y de que sería acusado por una contravención. Los motivos que impulsaron el testimonio de Hambleton contra Blake fueron puestos en duda exitosamente por la defensa de Blake durante el juicio.
El 22 de abril, Blake fue acusado con un cargo de asesinato bajo circunstancias especiales, crimen que podría merecer pena de muerte. También fue acusado con dos cargos por encargar un asesinato y un cargo por conspiración de un asesinato. Blake se declaró inocente en todos los cargos. Caldwell fue acusado con un cargo por conspiración de un asesinato y también se declaró inocente.[cita requerida]
El 25 de abril, la oficina del fiscal de Los Ángeles anunció que no pediría la pena de muerte contra Blake si fuese condenado, pero sí solicitaría una condena de prisión perpetua sin posibilidad de libertad condicional.[cita requerida]
Después de que Blake abonara una fianza de un millón de dólares, Caldwell fue puesto en libertad el 27 de abril. Pero un juez negó determinar una fianza para Blake el 1 de mayo. El 13 de marzo de 2003, después de pasar casi un año en prisión, Blake obtuvo la fianza, por 1,5 millones de dólares, y se le permitió la libertad bajo fianza mientras esperaba el juicio.[cita requerida]
La historia de Blake inspiró un episodio de la serie policial La Ley y el orden, titulado "Antes famoso", que se transmitió por la NBC el 7 de noviembre de 2001.[cita requerida]

#### Absolución
El 16 de marzo de 2005, Blake fue encontrado "no culpable" (absuelto por falta de pruebas) del asesinato de Bonnie Lee Blakey y de uno de los dos cargos por encargar un asesinato. El otro cargo se retiró, después de que se reveló que el jurado estaba trabado 11 a 1 en favor de la absolución. El fiscal de distrito de Los Ángeles Steve Cooley, al comentar esta regla, llamó a Blake "un ser humano miserable" y a los miembros del jurado "increíblemente estúpidos". El equipo de defensa de Blake y los miembros del jurado le respondieron que el fallo de la fiscalía había sido en ese sentido. Analistas jurídicos también concordaron con el veredicto del jurado.

#### Caso civil
Los cuatro hijos de Bakley pusieron una demanda civil contra Blake, aseverando que él era el responsable de la muerte de su madre. El 18 de noviembre de 2005, el jurado lo encontró culpable de los ingresos no efectuados por la muerte de su esposa, y le ordenó pagar 30 millones de dólares a sus hijos. El 3 de febrero de 2006, Blake se declaró en bancarrota.[cita requerida]
M. Gerald Schwartzbach (abogado de Blake en el juicio penal) se opuso a que Blake fuera culpado financieramente por el jurado en el juicio civil, y juró que apelaría la sentencia.

#### Apelación a la sentencia del juicio civil
Según Associated Press, M. Gerald Schwartzbach presentó la apelación el 28 de febrero de 2007. En el artículo de Associated Press, también se informaba que la oficina de Asuntos Internos del Departamento de Policía de Los Ángeles había iniciado una investigación contra el detective a cargo del caso original de asesinato, el detective Ron Ito. 
La queja fue iniciada por M. Gerald Schwartzbach y el testigo del caso civil, Brian Allan Fiebelkorn. La queja alegaba que el detective no investigó adecuadamente las pruebas que conducían a otros posibles responsables de la muerte de Bonnie Lee Bakley. Fiebelkorn testificó que allegados a Christian Brando pudieron ser responsables de la muerte de la señora Bakley. La teoría de la defensa sobre quién pudo estar involucrado en la conspiración para matar a Bonnie Lee Bakley se expuso en una moción defensiva durante los procedimientos del juicio penal.
La apelación se resolvió en su contra en 2008, con el monto reducido a la mitad, a pesar de las protestas de la defensa de Blake. Posteriormente se dijo que se había hecho un arreglo por una suma no informada.[cita requerida]

### Después de la absolución
Después de declararse en bancarrota, Blake obtuvo un trabajo como ayudante en un rancho. Se mudó a un pequeño departamento y esperaba regresar a la actuación. Su hija menor, Rose, fue adoptada por su hijo mayor.[cita requerida]

## Fallecimiento
Falleció en su mansión en Los Ángeles, California la tarde del 9 de marzo del 2023, después de varios años de estar aquejado de problemas coronarios.